# Paxton (Nebraska)
Paxton és una població dels Estats Units a l'estat de Nebraska. Segons el cens del 2000 tenia 614 habitants.

## Demografia
Segons el cens del 2000, Paxton tenia 614 habitants, 237 habitatges, i 169 famílies. La densitat de població era de 431 habitants per km².
Dels 237 habitatges en un 38,8% hi vivien nens de menys de 18 anys, en un 62% hi vivien parelles casades, en un 6,8% dones solteres, i en un 28,3% no eren unitats familiars. En el 24,9% dels habitatges hi vivien persones soles el 13,1% de les quals corresponia a persones de 65 anys o més que vivien soles. El nombre mitjà de persones vivint en cada habitatge era de 2,59 i el nombre mitjà de persones que vivien en cada família era de 3,11.
Per edats la població es repartia de la següent manera: un 29,5% tenia menys de 18 anys, un 5% entre 18 i 24, un 27,9% entre 25 i 44, un 22,3% de 45 a 60 i un 15,3% 65 anys o més.
L'edat mediana era de 38 anys. Per cada 100 dones de 18 o més anys hi havia 92,4 homes.
La renda mediana per habitatge era de 28.523 $ i la renda mediana per família de 34.063 $. Els homes tenien una renda mediana de 25.833 $ mentre que les dones 17.500 $. La renda per capita de la població era de 12.988 $. Aproximadament el 9,2% de les famílies i el 9,5% de la població estaven per davall del llindar de pobresa.

## Poblacions més properes
El següent diagrama mostra les poblacions més properes.